# Абрагамсберг (станція метро)
59°20′11″ пн. ш. 17°57′15″ сх. д. / 59.3364° пн. ш. 17.9542° сх. д.
«Абрагамсберг» (швед. Abrahamsberg) — станція Зеленої лінії Стокгольмського метрополітену, обслуговується потягами маршрутів Т17, Т19.
Розташована за 9,6 км від станції Слюссен.
Пасажирообіг станції в будень —	4,800 осіб (2019)

Розташування: мікрорайон Ріксбю, район Бромма, Вестерот на заході міста Стокгольм.
Конструкція: відкрита наземна станція з однією острівною прямою платформою.

## Історія
Станцію відкрито 1 жовтня 1944 року у складі Ängbybanan, що прямувала маршрутом Альвік — Ісландстор'єт.
«Ängbybanan» був розроблений і побудований за стандартами метрополітену, але експлуатувався з 1944 року як частина 11 лінії стокгольмського трамваю. 
Метростанцію відкрито 26 жовтня 1952 у складі черги зеленої лінії між станціями Гетор'єт і Веллінгбю. 

## Оздоблення
У рамках проекту «Мистецтво у Стокгольмському метро» ця станція викладена плиткою як у касовому залі, так і у сходовій клітці у сірій гамі. 
Кам’яний фриз у квитковій залі, створений Рігмором Рокснером, був встановлений у 1999 році

## Операції
| Попередня станція              | Лінія | Лінія     | Лінія | Наступна станція         |
| ------------------------------ | ----- | --------- | ----- | ------------------------ |
| Броммаплан до Окесгов          |       | Лінія T17 |       | Стура-моссен до Скарпнек |
| Броммаплан до Гессельбю-странд |       | Лінія T19 |       | Стура-моссен до Гагсетра |